# Sígueme y te sigo
«Sígueme y te sigo» es el segundo sencillo oficial que se desprendió del álbum El disco duro del cantante puertorriqueño Daddy Yankee. Fue publicado el 12 de marzo de 2015.

## Video musical
El vídeo oficial fue estrenado el día 8 de mayo de 2015 a través de su canal oficial DaddyYankeeVevo. Está  ambientado en un baile escolar en el cual el rey y la reina serán elegidos por sus seguidores tienen en las redes sociales.
Para febrero de 2020 el vídeo contó con más de 552 millones de vistas en YouTube.